# ماري قطينة
ماري قطينة هي أول امرأة سورية تنال شهادة القبالة والتمريض عام 1930 من المعهد الطبي العربي في الجامعة السورية.خلال فترة دراستها كانت أول فتاة سورية تقف على منبر الخطابة منددة بالمحتل الفرنسي وتقود المظاهرات النسائية التي كانت تخرج من مكتب عنبر.
ساهمت مع السيدة أسماء الخوري (زوجة الرئيس فارس الخوري) في إنقاذ الجرحى الذي أصيبوا جرّاء قصف الفرنسيين منطقة باب السلام في دمشق بالقنابل، حيث استمرتا في معالجة المصابين لمدة خمسة عشر يوماً.
كان لها دور بارز في عدد كبير من الأنشطة الوطنية والإنسانية، فساهمت مع الدكتور غسان الجلاد في تأسيس مركز رعاية الطفولة والأمومة الذي لعب دوراً كبيراً في مجال صحة الحوامل والجنين. كانت أول من عمل على تأسيس جمعية “نقطة الحليب” وأول من عمل على تأسيس نقابة القابلات والممرضات في سوريا.
توفيت في 13 حزيران (يونيو) عام 2002.